# Porsche Tennis Grand Prix 1998
Il Porsche Tennis Grand Prix 1998 è stato un torneo femminile di tennis giocato sul cemento indoor. 
È stata la 21ª edizione del Porsche Tennis Grand Prix, che fa parte della categoria Tier II nell'ambito del WTA Tour 1998.
Si è giocato nel Filderstadt Tennis Club di Stoccarda in Germania, dal 5 all'11 ottobre 1998.

## Campionesse

### Singolare
Sandrine Testud ha battuto in finale  Lindsay Davenport con il punteggio di 7–5, 6–3

### Doppio
Lindsay Davenport /  Nataša Zvereva hanno battuto in finale  Anna Kurnikova /  Arantxa Sánchez-Vicario con il punteggio di 6–4, 6–2